# Oriel College w Oksfordzie
Oriel College w Oksfordzie, Kolegium Oriel w Oksfordzie (pełna nazwa: ang. The Provost and Scholars of the House of the Blessed Mary the Virgin in Oxford, commonly called Oriel College, of the Foundation of Edward the Second of famous memory, sometime King of England, pol. „Prepozyt i Studenci Domu Najświętszej Marii Panny w Oksfordzie, potocznie Kolegium Oriel zwany, fundacji szlachetnego Edwarda II, króla Anglii”) jest jednym z kolegiów Uniwersytetu Oksfordzkiego.
Oriel College, założony 24 kwietnia 1324 roku przez Adama de Brome, został w lutym 1326 zatwierdzony przez króla Edwarda II, stając się tym samym pierwszym królewskim kolegium oksfordzkim.
Od kilku dekad Oriel znajduje się w ścisłej czołówce uniwersyteckiej klasyfikacji wioślarskiej, posiadając blisko 40 zwycięstw zarówno w wiosennej, jak i letniej edycji oksfordzkich regat.

## Sławni absolwenci Oriel College w Oksfordzie
- William Allen – kardynał,
- Thomas Arundel(inne języki) – arcybiskup Canterbury,
- Marius Barbeau – etnograf,
- Beau Brummell – esteta,
- Edmund Walker Head – generalny gubernator Kanady w latach 1854–1861,
- Richard Hughes – pisarz,
- John Keble(inne języki) – teolog, jeden z przywódców ruchu oksfordzkiego,
- James Meade – laureat Nagrody im. Alfreda Nobla z ekonomii,
- Thomas Pennant – przyrodnik,
- Walter Raleigh – odkrywca,
- Cecil John Rhodes – polityk,
- Alexander Todd – laureat Nagrody Nobla z chemii
- Richard Whately – filozof i ekonomista